# ケニオン・コックス
ケニオン・コックス （Kenyon Cox、1856年10月27日 - 1919年3月17日）はアメリカ合衆国の画家、イラストレーター、美術評論家である。

## 略歴
オハイオ州のウォーレンで生まれた。父親はオハイオ州知事や合衆国内務長官を務めた政治家のジェイコブ・ドルソン・コックスである。はじめシンシナティの美術学校(McMicken School of Design) で学ぶが、1876年のフィラデルフィア万国博覧会を見物した後、フィラデルフィアのほうが良い教育を受けられると判断して、ペンシルベニア美術アカデミーに移った。1877年には当時の多くのアメリカの芸術家と同じようにパリに留学し、カロリュス＝デュランに学び、エコール・デ・ボザールでも学び、アレクサンドル・カバネルやジャン＝レオン・ジェローム、アンリ・ラマンのクラスに参加した。ヨーロッパ滞在中には、フランス各地、イタリアも旅し、イタリアではルネッサンス期の画家たちの作品を研究した。
1882年にアメリカに戻り、ニューヨークを拠点に活動し、アート・スチューデンツ・リーグ・オブ・ニューヨークで教師を務めた。1892年にスチューデンツ・リーグの学生、ルイーズ(Louise Howland King)と結婚した。家族を養うために雑誌や新聞の挿絵を描き、匿名でサタデー・イブニング・ポストの美術評論記事も書いた。1893年のシカゴ万国博覧会の展示場の壁画を夫婦で描いた。アメリカ議会図書館やアイオワ州の州庁にも壁画を描いた。
1898年からアメリカ芸術・文学アカデミー (American Academy of Arts and Letters) の会員を務めた。

## 作品

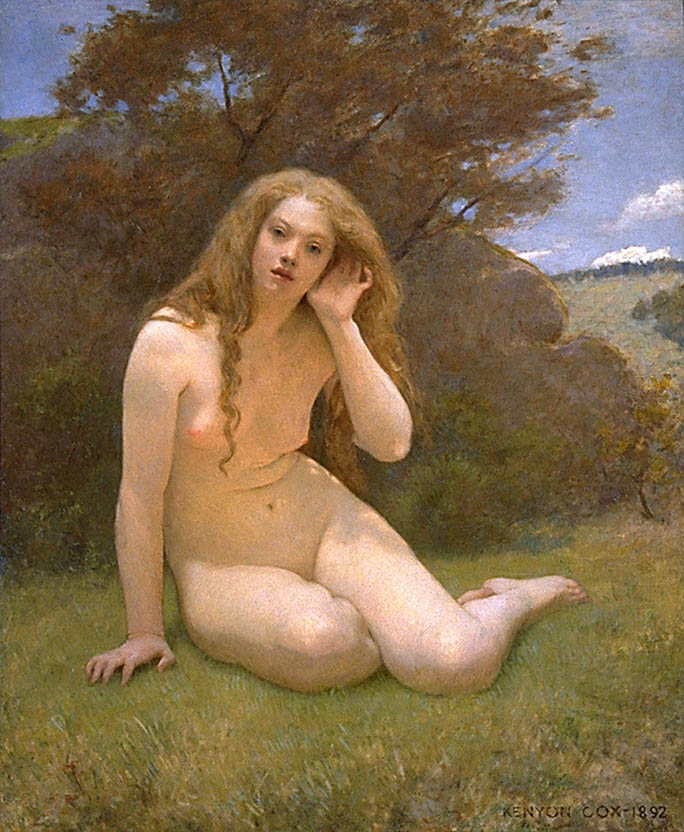
Echo(1892)
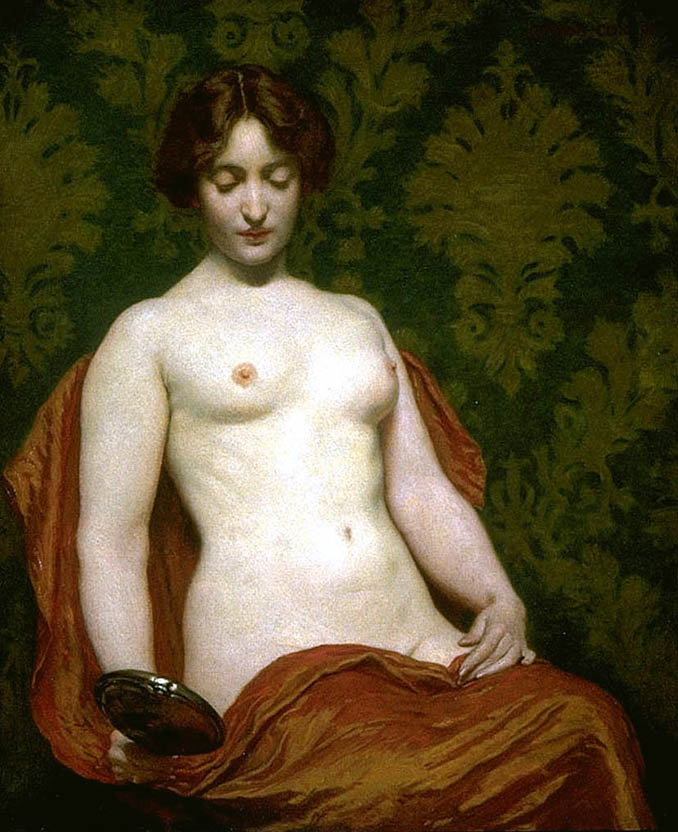
「銀の手鏡」(1907)
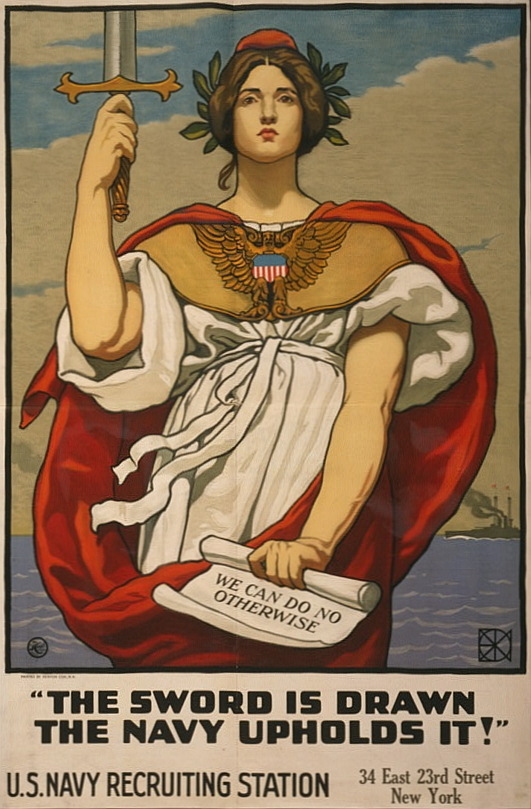
海軍の募兵ポスター(1917)
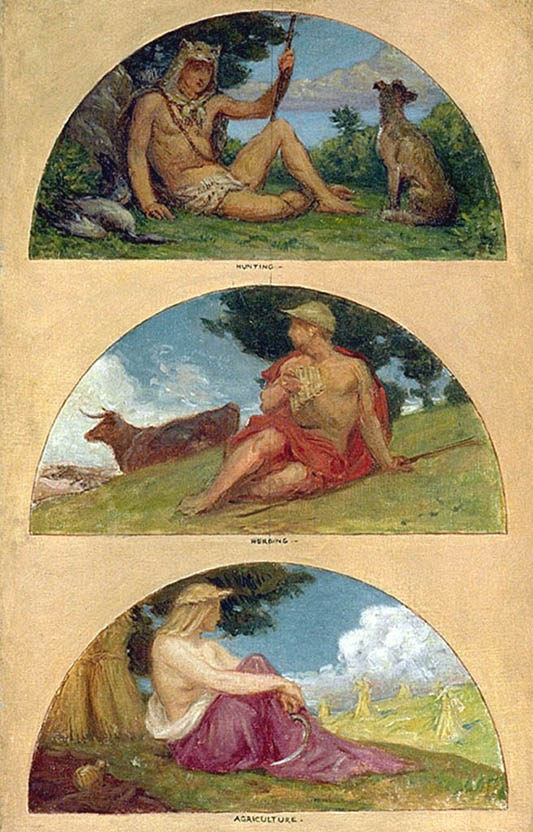
アイオア州庁壁画のための習作

## 著書
- 1905: Old Masters and New
- 1907: Painters and Sculptors
- 1917: Concerning Painting: Considerations Theoretical and Historical; Nachdruck bei Bibliobazaar, 2009, ISBN 978-1-103-86917-6.
- 書簡集An Artist of the American Renaissance: The Letters of Kenyon Cox, 1883–1919. Kent State University Press, 1997, ISBN 0-87338-517-9.